# Dope Stars Inc.
Dope Stars Inc. (DSI) — итальянская индастриал-рок-группа, которую образовали Виктор Лав (Victor Love), Грэйс Колд (Grace Khold), Дэрин Йевонде (Darin Yevonde) и Брайан Вольфрам (Brian Wolfram) в 2003 году.

## История
Группа «Dope stars Inc.» появилась весной 2003 года, в результате встречи итальянского басиста Дэрина Йевонде (англ. Darin Yevonde), гитариста Брайана Вольфрама (англ. Brian Wolfram), клавишника Грейса Холда (англ. Grace Khold), певца и гитариста группы «My Sixth Shadow» Виктора Лава (англ. Victor Love) в Хельсинки. В 2004 году к ним присоединился Александр (Алекс) Вега, тогда же они переименовали группу в «Dope Stars Inc.». Новоприбывший Александр заменил Брайана Вольфрама, первого гитариста, с которым группа записала один релиз.
8 мая 2003 группа собралась в Риме для работы над концепцией своей музыки: создание электро-песен на основе текстов, рассказывающих о высоко технологическом будущем. «Young, loud and synthesized» (рус. молодые, шумные и синтетические) — именно так «Dope Stars Inc.» говорят о себе . Название группы было выбрано соответствующее. Вокалист Виктор Лав поясняет:
Выражение «Dope» выражает наркотический нюанс нашей музыки, её эйфорию, тот образ жизни, который мы вели и продолжаем вести. «Stars» выражает рок’н’рольный задор нашей группы — мы действительно собираемся стать звёздами, а «Inc.» описывает наше индустриальное ядро, футуристическую ноту. Мы не прославляем наркотики, они не связаны с содержанием наших текстов, хотя в них говорится о виртуальной действительности и нервных возбудителях. Так всегда делалось в научно-фантастических лентах. Было бы смешным критиковать мир фантазии, который только предупреждает о технологических рисках, которые могут повстречаться нам в будущем. Молясь Богу хай-тек, мы постоянно находимся в опасности потерять ту свободу, которую завоёвывали веками.
Несмотря на то, что к 2005 году группа не выпустила ни одного альбома (кроме EP «10.000 Watts Of Artificial Pleasures», изданного тиражом 100 экземпляров), немецкий лейбл Trisol Records (London After Midnight, L’Ame Immortelle, Christian Death, Cinema Strange, Sigue Sigue Sputnik, Samsas Traum, Kirlian Camera, Sopor Aeternus) подписал с ними контракт и пригласил знаменитого продюсера Джона Фрайера, работавшего ранее с Nine Inch Nails, White Zombie, H.I.M., Depeche Mode, Cocteau Twins, Paradise Lost, для записи первого лонгплея.
Первый альбом «Neuromance» обязан своим названием американскому писателю Уильяму Гибсону, написавшему книгу «Neuromancer». Уже в первом альбоме, «Dope Stars Inc.» сумели выделиться: они уравновесили значение всех инструментов в своей музыке, когда другие индастриал-группы отдавали предпочтение электронике. На обложке альбома — красная механическая роза, обвитая проводами, что полностью соответствует имиджу группы. Облик самого квартета подобран Грейсом, который был арт-директором группы.
«Neuromance» появился в продаже в конце 2005 года, также было выпущено лимитированное издание, содержащее бонус-CD с каверами и ремиксами Mortiis, Funker Vogt, Deathstars.
Тогда же «Dope Stars Inc.» записали новую версию трека «Make a Star» для саундтрека к фильму «Saw II» (Пила 2). Помимо них в записях приняли участие знаменитые Marilyn Manson, Skinny Puppy, Queens of the Stone Age, London After Midnight, Papa Roach, Mudvayne. За это время, группа приняла участие в фестивалях Wave Gotik Treffen, Amphi Festival и M’era Luna Festival, наряду с такими группами как Bauhaus, Ministry, And One, The 69 Eyes, Moi Dix Moix, Clan of Xymox.
5 декабря 2006 года вышел новый альбом — «Gigahearts», содержащий 11 треков, после чего Грейс Колд покинул группу по личным причинам. Летом 2006 года в группу вошёл новый участник — гитарист Ля Нуит (англ. La Nuit). 27 января 2006 года «Dope Stars Inc.» были приглашены в Мюнхен на премьеру фильма «Saw III» (Пила 3). Именно этот фильм вдохновил группу на создание новой песни «Getting Closer».
Спустя некоторое время, группу ожидало пополнение — Норас Блейк (англ. Noras Blake) взялся за клавиши. «Dope Stars Inc.» приняли участие во второй волне Wave Gotik Treffen. За лето группа дала огромное количество концертов по всей Европе, в том числе в Испании(Барселона) Нидерландах(Утрехт) на фестивале Summer Darkness Festival и в Великобритании на Infest Festival.
Вскоре гитарист Алекс Вега ушёл из «Dope Stars Inc.» для работы над сольным проектом. А уже в декабре трио встречало нового музыканта — клавишника Эша Рекси (англ. Ash Rexy), и уже 22 декабря группа играла на Dark Winter Night Festival совместно с Nightwish, Amorphis, Blind, Jesus on Extasy, Tarot и Van Canto.
В начале 2008 года «Dope Stars Inc.» появились на Mama Trash Promotion вместе с The 69 Eyes, Private Line, Gemini Five. Фестивали прошли в Финляндии 19 (Тампере) и 20 апреля (Хельсинки) и в России 25 (Санкт-Петербург) и 26 апреля (Москва).
Специально для четвёртой части «Пилы» (Пила 4) группа подготовила официальный саундтрек, используя свою песню «Beatcrusher» с предпоследнего альбома.
Новый, третий по счёту, альбом, выход которого состоялся летом 2009 года, был лицензирован в Европе Trisol Music Group, в Северной Америке — Metropolis Records и Subsound Records в Италии. 21 апреля 2009 — дата релиза EP, включающего в себя две песни с нового альбома — «Criminal Intents» и «Morning star».
27 мая 2013 года группа заключила соглашение с Reloaded Productions о добавлении своих композиций в игру APB Reloaded.
12 Апреля 2014 года Виктор Лав сообщил о подготовке к выпуску нового альбома. Первый сингл с него был опубликован 11 сентября.
24 и 25 октября 2014 года новый альбом, получивший название Terapunk, был презентован в Москве и Санкт-Петербурге соответственно.
13 февраля 2015 года состоялся официальный релиз электронной версии. Примечательно, что, как и предыдущий альбом, Terapunk был выложен в свободный доступ самими участниками группы, в частности, Виктор Лав загрузил все композиции в аудиозаписи ВКонтакте. Альбом был очень высоко оценен критиками, отметившими удачное комбинирование различных стилей и разнообразие композиций как в музыкальном, так и текстовом отношении.
Сами же музыканты описали альбом следующим образом:
"...Терабайты сырых данных прямиком в лоб. Новый хищный synth'n'roll, сочетающий в себе звуки живых инструментов и искусственных машин». Мощная комбинация из десяти различных треков сливается в сорокаминутный “jam”, который вполне способен расплавить ваши мозги..."
Помимо того, в августе этого же года группа выступила на фестивале M’era Luna в Германии.

## Состав
- Виктор Лав (Victor Love) — вокал, гитара, синтезатор и программирование, драм-машина, продюсирование (2003 — настоящее)
- Фабрис Ла Ньют (Fabrice La Nuit) — гитара, бэк-вокал на выступлениях (2007 — настоящее)
- Дэрин Йевонд (Darin Yevonde) — бас-гитара, бэк-вокал на выступлениях (2003 — настоящее)
- Эш Рекси (Ash Rexy) — клавишные и бэк-вокал на выступлениях (2006 — настоящее)
- Андреас ДеЛореан (Andreas DeLorean) - ударные на выступлениях (2014 — настоящее)

### Бывшие участники
- Алекс Вега (Alex Vega) — гитара (2005, 2007)
- Грейс Колд (Grace Khold) — клавишные, дизайн, оформление (2003—2006)
- Брайан Вольфрам (Brian Wolfram) — гитара (2003—2005)
- Марк МэдХани (Mark MadHoney) — ударные на выступлениях (2009 — 2013)

## Дискография

### Альбомы
| Название           | Год  | Лейбл                                                      |
| ------------------ | ---- | ---------------------------------------------------------- |
| Neuromance         | 2005 | Trisol Records (Европа) Metropolis Records (Америка)       |
| Gigahearts         | 2006 | Trisol Records (Европа) Metropolis Records (Америка)       |
| 21st Century Slave | 2009 | Trisol Records (Европа) Metropolis Records (Америка)       |
| Ultrawired         | 2011 | Self-released                                              |
| Terapunk           | 2015 | Subsound Records (Европа) Distortion Productions (Америка) |
| Decrypted_Files    | 2016 | Self-released                                              |

### Синглы и EP
| Название                                  | Год  | Лейбл          |
| ----------------------------------------- | ---- | -------------- |
| 10.000 Watts of Artificial Pleasures (EP) | 2003 | Trisol Records |
| Make a Star (EP)                          | 2006 | Trisol Records |
| Criminal Intents / Morning Star (EP)      | 2009 | Trisol Records |

### Саундтреки
| Год  | Композиция               | Альбом             |
| ---- | ------------------------ | ------------------ |
| 2005 | «Make a Star (Saw Edit)» | Saw II Soundtrack  |
| 2006 | «Getting Closer»         | Saw III Soundtrack |
| 2007 | «Beatcrusher»            | Saw IV Soundtrack  |

### Видеография
| Год  | Название                 | Режиссёр                    |
| ---- | ------------------------ | --------------------------- |
| 2005 | I'm Overdriven           | N.U.C.T & Wormwood Factory  |
| 2010 | It's Today               | Carlo Roberti               |
| 2012 | Banksters                | Daniele Campea              |
| 2012 | Better Not To Joke       | Val Monteleone              |
| 2015 | Many Thanks              | Графика и анимация — Lacrau |
| 2015 | Dressed Inside Your Fear | Daniele Campea              |